# 小畑正治
小畑 正治（こばた まさはる、1934年4月3日 - 2025年1月22日）は、広島県呉市出身の元プロ野球選手。ポジションは投手。

## 来歴
呉三津田高校では、1951年の春の甲子園に出場。1回戦で明治高校と対戦するが、11回延長の末1-4で敗れた。高校の先輩に広岡達朗、1学年下には実業家の碓井優がいる。
1951年に呉市出身で南海ホークスの監督であった鶴岡一人が視察に訪れ、スカウトされるが、もともと大学進学を志望しており、プロ野球界へ進むつもりがなかった。しかし、大日本帝国海軍であった父親が退役し、健康状態も悪く働くことが困難な状態で、経済的に大学進学を断念、両親や兄姉を金銭面で支えるため、悩んだ末に、卒業後の予定を繰り上げ、高校を中退し、南海ホークスに入団することにした。
一方で、鶴岡の回想によると、小畑側からの入団打診を受けて視察に訪れた鶴岡から使えそうと評価され、卒業後に入団するように言われるが、小畑は卒業を待たずに鶴岡の元に押しかけ、半年ほど鶴岡の家で暮らしてから合宿所入りしたとある。が、鶴岡と小畑の回想に異なる部分もあり、真偽は不明。
1952年に南海に入団すると、3年間は一桁台の勝ち星に終わる。4年目の1955年には先発・救援にフル回転して48試合登板。13勝4敗と好成績を記録してリーグ優勝に貢献。日本シリーズでは3試合に登板する。第2戦で先発すると7回を2安打零封し勝利投手となるが、第5戦では5-5で同点の7回裏に救援登板するも、一死満塁のピンチを招くと広岡達郎・岩本堯・加倉井実に3連打を浴びて4点を失い敗戦投手となった。1956年も12勝1敗、防御率2.28の成績を残す。
1957年以降は肥満や肩の故障により調子を崩し、さらに球団の方針で救援登板が多く、その評価（当時は現在のようなセーブ制度が無かった）を巡って球団・監督と関係が崩れ、1958年に自ら自由契約を球団に要請、引退した。
引退後は一般会社員として繊維業界や薬品業界を経験し、医療薬品関係の会社を興して成功した。

## 選手としての特徴
スライダーとシュートを武器とした。肥りすぎた挙げ句に肩を痛めてしまったが、肥りさえしなければ大成が期待される投手だった、と鶴岡一人から評された。

## 人物
頭が良く、合宿所でみなと一緒にばか話ができなかったのか、他の選手と合わないところがあった。

## 詳細情報

### 年度別投手成績
| 年 度     | 球 団     | 登 板 | 先 発 | 完 投 | 完 封 | 無 四 球 | 勝 利 | 敗 戦 | セ 丨 ブ | ホ 丨 ル ド | 勝 率 | 打 者 | 投 球 回 | 被 安 打 | 被 本 塁 打 | 与 四 球 | 敬 遠 | 与 死 球 | 奪 三 振 | 暴 投 | ボ 丨 ク | 失 点 | 自 責 点 | 防 御 率 | W H I P |
| --------- | --------- | ----- | ----- | ----- | ----- | -------- | ----- | ----- | -------- | ----------- | ----- | ----- | -------- | -------- | ----------- | -------- | ----- | -------- | -------- | ----- | -------- | ----- | -------- | -------- | ------- |
| 1952      | 南海      | 15    | 5     | 1     | 0     | 1        | 1     | 0     | --       | --          | 1.000 | 143   | 35.0     | 20       | 2           | 18       | --    | 2        | 7        | 0     | 0        | 14    | 11       | 2.83     | 1.09    |
| 1953      | 南海      | 16    | 6     | 1     | 0     | 0        | 3     | 3     | --       | --          | .500  | 159   | 38.0     | 36       | 2           | 12       | --    | 0        | 14       | 0     | 0        | 22    | 18       | 4.26     | 1.26    |
| 1954      | 南海      | 14    | 4     | 0     | 0     | 0        | 4     | 2     | --       | --          | .667  | 197   | 42.0     | 55       | 4           | 16       | --    | 2        | 16       | 3     | 0        | 27    | 21       | 4.50     | 1.69    |
| 1955      | 南海      | 48    | 22    | 2     | 1     | 1        | 13    | 4     | --       | --          | .765  | 787   | 190.2    | 184      | 7           | 55       | 2     | 0        | 69       | 3     | 1        | 72    | 57       | 2.69     | 1.25    |
| 1956      | 南海      | 33    | 20    | 1     | 0     | 0        | 12    | 1     | --       | --          | .923  | 544   | 133.1    | 118      | 7           | 37       | 3     | 7        | 45       | 0     | 0        | 46    | 34       | 2.28     | 1.16    |
| 1957      | 南海      | 9     | 5     | 0     | 0     | 0        | 2     | 2     | --       | --          | .500  | 127   | 27.2     | 37       | 5           | 11       | 0     | 2        | 8        | 1     | 0        | 24    | 23       | 7.39     | 1.73    |
| 1958      | 南海      | 5     | 3     | 0     | 0     | 0        | 0     | 2     | --       | --          | .000  | 99    | 23.1     | 19       | 1           | 9        | 1     | 1        | 12       | 0     | 0        | 9     | 6        | 2.25     | 1.20    |
| 通算：7年 | 通算：7年 | 140   | 65    | 5     | 1     | 2        | 35    | 14    | --       | --          | .714  | 2056  | 490.0    | 469      | 28          | 158      | 6     | 14       | 171      | 7     | 1        | 214   | 170      | 3.12     | 1.28    |

### 背番号
- 2（1952年 - 1958年）